# Wereldkampioenschappen schaatsen allround 2004
Het wereldkampioenschappen schaatsen allround 2004 werd op 7 en 8 februari 2004 in het Vikingskipet te Hamar gehouden.
Titeldragers waren de Wereldkampioenen van 2003 in Göteborg. Op de Ruddalens Idrottsplats werden de Canadese Cindy Klassen en de Nederlander Gianni Romme kampioen. Beide kampioenen namen niet deel aan dit kampioenschap.
De Nederlandse Renate Groenewold en de Amerikaan Chad Hedrick werden wereldkampioen.

## Mannentoernooi
Bijzonder aan dit toernooi waren onder meer de onverwachte overmacht van de Amerikaanse schaatsers Hedrick en Davis (voor het eerst sinds 1994 geen Nederlander als wereldkampioen), en de diskwalificatie van Jochem Uytdehaage. Uytdehaage reed tijdens de 5000 meter van collega Carl Verheijen in de inrijdbaan, en leek zijn ploeggenoot een stuk op sleeptouw te nemen door hard naast hem te blijven schaatsen. De wedstrijdleiding beschuldigde Uytdehaage vervolgens van stayeren en besloot Uytdehaage uit de wedstrijd te halen. Verheijen won de 5000 meter, voor hem had de actie van Uytdehaage verder geen negatieve gevolgen.

## Vrouwentoernooi
Vierentwintig schaatssters, 13 uit Europa (Duitsland (4), Nederland (4), Rusland (3), Italië (1) en Noorwegen (1), 7 uit Noord-Amerika & Oceanië (Canada (3) en de Verenigde Staten (4), 4 uit Azië (Japan (3) en China (1), namen eraan deel. Zeven rijdsters debuteerden dit jaar.
Bij de dames stond na dertig jaar weer een Nederlandse op de eerste plaats op het erepodium: Renate Groenewold werd de derde Nederlandse vrouw na Stien Kaiser ('67-'68) en Atje Keulen-Deelstra ('70 en '72-'73-'74) die allround wereldkampioene werd. Op de 3000m won ze de gouden medaille en op de 1500m en 5000m won ze de zilveren medaille. Claudia Pechstein werd voor de zevende keer tweede en stond met haar twaalfde deelname voor het negende opeenvolgende jaar op het erepodium, zij was hiermee de tweede vrouw na Gunda Niemann die dit bereikte. De derde plaats op het erepodium werd door Wieteke Cramer ingenomen. Het was haar tweede deelname aan het WK Allround en op de 500m veroverde ze de bronzen medaille.
In haar zesde deelname eindigde Barbara de Loor op de zesde plaats in het eindklassement. Debutante Gretha Smit eindigde op de zevende plaats en veroverde op de 3000m de zilveren medaille en op de 5000m de gouden medaille.
Anni Friesinger stapte na drie afstanden ziek uit het toernooi. Titelhouder Cindy Klassen was tijdens een trainingswedstrijd zo ernstig geblesseerd geraakt dat ze het hele seizoen miste.

## Eindklassement

### Mannen
| Rang   | Schaatser         | Land             | Punten  | 500m       | 5000m        | 1500m        | 10.000m       |
| ------ | ----------------- | ---------------- | ------- | ---------- | ------------ | ------------ | ------------- |
| Goud   | Chad Hedrick      | Verenigde Staten | 150,478 | 36,49 (5)  | 6.20,69 (2)  | 1.47,51 (5)  | 13.21,67 (2)  |
| Zilver | Shani Davis       | Verenigde Staten | 150,726 | 36,19 (3)  | 6.24,00 (4)  | 1.46,02 (1)  | 13.35,93 (5)  |
| Brons  | Carl Verheijen    | Nederland        | 151,110 | 37,35 (16) | 6.20,61 (1)  | 1.47,42 (4)  | 13.17,86 (1)  |
| 4      | Enrico Fabris     | Italië           | 151,529 | 36,75 (8)  | 6.23,67 (3)  | 1.47,80 (7)  | 13.29,59 (3)  |
| 5      | Mark Tuitert      | Nederland        | 151,536 | 36,04 (2)  | 6.28,31 (7)  | 1.46,28 (2)  | 13.44,79 (7)  |
| 6      | Tom Prinsen       | Nederland        | 152,646 | 37,09 (15) | 6.26,29 (5)  | 1.48,73 (9)  | 13.33,69 (4)  |
| 7      | KC Boutiette      | Verenigde Staten | 153,045 | 36,69 (7)  | 6.32,88 (11) | 1.48,27 (8)  | 13.39,55 (6)  |
| 8      | Jevgeni Lalenkov  | Rusland          | 153,729 | 35,78 (1)  | 6.38,36 (16) | 1.47,64 (6)  | 14.04,67 (11) |
| 9      | Ivan Skobrev      | Rusland          | 153,864 | 36,80 (10) | 6.33,89 (12) | 1.49,22 (11) | 13.45,38 (8)  |
| 10     | Johan Röjler      | Zweden           | 154,279 | 37,05 (13) | 6.31,19 (9)  | 1.50,08 (16) | 13.48,35 (9)  |
| 11     | Derek Parra       | Verenigde Staten | 154,428 | 36,29 (4)  | 6.38,35 (15) | 1.47,38 (3)  | 14.10,20 (12) |
| 12     | Eskil Ervik       | Noorwegen        | 155,704 | 38,52 (24) | 6.27,54 (6)  | 1.50,03 (15) | 13.55,09 (10) |
| NC13   | Matteo Anesi      | Italië           | 113,274 | 36,95 (11) | 6.40,38 (17) | 1.48,86 (10) |               |
| NC14   | Jan Friesinger    | Duitsland        | 113,480 | 36,61 (6)  | 6.43,67 (21) | 1.49,51 (14) |               |
| NC15   | Arne Dankers      | Canada           | 113,994 | 38,40 (23) | 6.31,81 (10) | 1.49,24 (12) |               |
| NC16   | Li Changyu        | China            | 114,059 | 36,79 (9)  | 6.43,63 (20) | 1.50,72 (18) |               |
| NC17   | Tobias Schneider  | Duitsland        | 114,220 | 37,60 (19) | 6.35,60 (14) | 1.51,18 (20) |               |
| NC18   | Steven Elm        | Canada           | 114,472 | 37,06 (14) | 6.46,46 (23) | 1.50,30 (17) |               |
| NC19   | Jay Morrison      | Canada           | 114,477 | 37,36 (17) | 6.46,51 (24) | 1.49,40 (13) |               |
| NC20   | Andrej Boerljajev | Rusland          | 114,689 | 37,53 (18) | 6.42,03 (19) | 1.50,87 (19) |               |
| NC21   | Paweł Zygmunt     | Polen            | 114,898 | 38,12 (21) | 6.35,25 (13) | 1.51,76 (22) |               |
| NC22   | Kesato Miyazaki   | Japan            | 115,358 | 37,72 (20) | 6.44,28 (22) | 1.51,63 (21) |               |
| NS3    | Lasse Sætre       | Noorwegen        | 78,344  | 38,26 (22) | 6.40,84 (18) |              |               |
| NS3    | Jochem Uytdehaage | Nederland        | 76,041  | 36,98 (12) | 6.30,61 (8)  |              |               |

### Vrouwen
| Rang   | Schaatsster        | Land             | Punten  | 500m       | 3000m        | 1500m        | 5000m        |
| ------ | ------------------ | ---------------- | ------- | ---------- | ------------ | ------------ | ------------ |
| Goud   | Renate Groenewold  | Nederland        | 162,573 | 40,26 (9)  | 4.04,58 (1)  | 1.57,48 (2)  | 7.03,90 (2)  |
| Zilver | Claudia Pechstein  | Duitsland        | 163,291 | 39,85 (5)  | 4.05,62 (3)  | 1.57,78 (3)  | 7.12,45 (5)  |
| Brons  | Wieteke Cramer     | Nederland        | 163,916 | 39,40 (3)  | 4.07,60 (6)  | 2.00,06 (9)  | 7.12,30 (4)  |
| 4      | Jennifer Rodriguez | Verenigde Staten | 164,555 | 38,74 (1)  | 4.13,73 (14) | 1.57,33 (1)  | 7.24,17 (11) |
| 5      | Eriko Ishino       | Japan            | 165,036 | 40,28 (10) | 4.09,26 (7)  | 1.59,07 (6)  | 7.15,23 (7)  |
| 6      | Barbara de Loor    | Nederland        | 165,694 | 40,03 (7)  | 4.09,96 (8)  | 1.59,16 (7)  | 7.22,84 (10) |
| 7      | Gretha Smit        | Nederland        | 166,017 | 42,18 (24) | 4.05,25 (2)  | 2.02,02 (16) | 7.02,89 (1)  |
| 8      | Daniela Anschütz   | Duitsland        | 166,221 | 40,30 (11) | 4.11,99 (9)  | 2.00,76 (12) | 7.16,70 (8)  |
| 9      | Maki Tabata        | Japan            | 166,241 | 40,30 (11) | 4.12,71 (11) | 1.59,66 (8)  | 7.19,37 (9)  |
| 10     | Clara Hughes       | Canada           | 166,453 | 42,07 (23) | 4.07,16 (4)  | 2.01,68 (15) | 7.06,30 (3)  |
| 11     | Olga Tarasova      | Rusland          | 166,833 | 40,67 (14) | 4.12,75 (12) | 1.58,83 (5)  | 7.24,28 (12) |
| 12     | Catherine Raney    | Verenigde Staten | 166,880 | 41,28 (20) | 4.12,09 (10) | 2.00,67 (10) | 7.13,62 (6)  |
| NC13   | Anni Friesinger    | Duitsland        | 119,560 | 38,89 (2)  | 4.07,56 (5)  | 1.58,23 (4)  |              |
| NC14   | Wang Fei           | China            | 122,881 | 39,81 (4)  | 4.16,97 (19) | 2.00,73 (11) |              |
| NC15   | Nicola Mayr        | Italië           | 123,141 | 39,85 (5)  | 4.15,05 (16) | 2.02,35 (18) |              |
| NC16   | Varvara Barysjeva  | Rusland          | 123,159 | 40,20 (8)  | 4.15,34 (18) | 2.01,21 (14) |              |
| NC17   | Kristina Groves    | Canada           | 123,584 | 40,75 (15) | 4.15,25 (17) | 2.00,88 (13) |              |
| NC18   | Lucille Opitz      | Duitsland        | 124,092 | 41,09 (19) | 4.13,30 (13) | 2.02,36 (19) |              |
| NC19   | Galina Lichatsjova | Rusland          | 124,686 | 40,99 (17) | 4.18,02 (20) | 2.02,08 (17) |              |
| NC20   | Eriko Seo          | Japan            | 124,889 | 41,08 (18) | 4.13,82 (15) | 2.04,52 (23) |              |
| NC21   | Hedvig Bjelkevik   | Noorwegen        | 125,299 | 40,90 (16) | 4.19,88 (21) | 2.03,26 (21) |              |
| NC22   | Sarah Elliott      | Verenigde Staten | 125,658 | 40,35 (13) | 4.24,51 (23) | 2.03,67 (22) |              |
| NC23   | Maria Lamb         | Verenigde Staten | 126,571 | 41,45 (21) | 4.24,59 (24) | 2.03,07 (20) |              |
| NC24   | Tara Risling       | Canada           | 126,806 | 41,61 (22) | 4.21,92 (22) | 2.04,63 (24) |              |

* = met val
NC = niet gekwalificeerd
NF = niet gefinisht
NS = niet gestart
DQ = gediskwalificeerd
Vet gezet = kampioenschapsrecord